# Balzan
Pour les articles homonymes, voir Balzan (homonymie).
Balzan est une localité de Malte d'environ 4 000 habitants, située dans le centre de Malte, lieu d'un conseil local (Kunsilli Lokali) compris dans la région (Reġjun) Ċentrali. Elle constitue, avec Ħ'Attard et Lija, la communauté de fait dite des Tlett Villaġġi (Trois Villages).
La devise de Balzan « Hortibus Undique Septa » (« entourée par les jardins de toutes parts ») fait référence au territoire du village constitué d'une multitude de jardins bordés de murs.

## Origine
Balzan n'est à l'origine qu'un village, consistant en un groupe de petites fermes et d'habitations, faisant partie de la ville de Birkirkara.

### Toponymie
Le nom de Balzan viendrait d'un nom de famille d'origine sicilienne Balzan ou Balzano. Pour être plus précis, certains historiens font référence à un collecteur d'impôts, Balzano, venu à Malte pour son seigneur féodal sicilien. Pour d'autres il s'agirait de Maximiliano Balzan, un négociant espagnol, qui, marié avec une Maltaise, s'est installé à Malte en 1567. Devenu propriétaire terrien, il aurait donné au grand-maître Jean de Valette des terres nommées il-Moru (« le Maure », nom donné aux Espagnols d'Al Andalus) qui sont devenues Ħal Balzan. Les orangers de Balzan donnant les fameuses oranges maltaises avaient été importés par Maximiliano Balzan de Grenade en Espagne.

## Paroisse

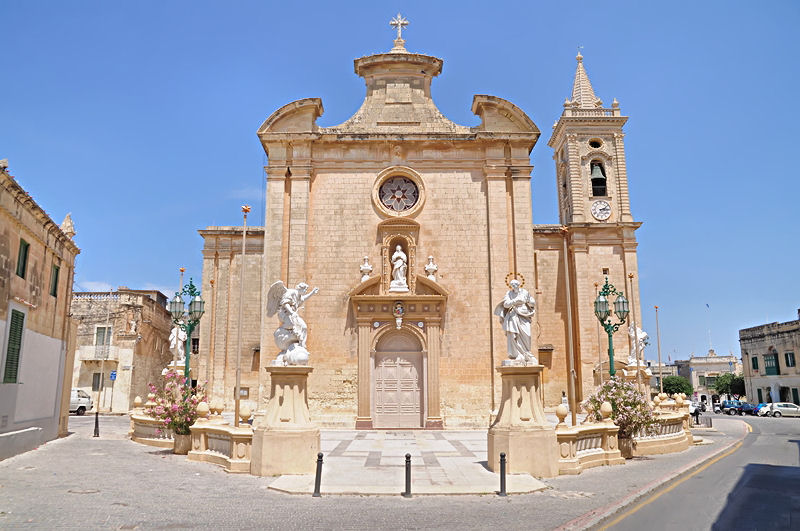
Église paroissiale Notre-Dame-de-l'Annonciation de Balzan

Balzan devient paroisse à part entière le 14 août 1655. La paroisse célèbre la Vierge Marie et également la fête de la Saint-Valentin, ce qui explique que Radio Valentine soit le nom d'une radio locale fermée en 2006.
C'est en 1923, qu'est créée à Balzan une branche du M.U.S.E.U.M. - Société de Doctrine Chrétienne - fondée en 1907 par le révérend Dun Ġorġ Preca (1880-1962).

### Église
L'église Notre-Dame-de-l'Annonciation de Balzan paroissiale est construite entre 1669 et 1695, la coupole en 1699 et le clocher en 1709. Elle est extérieurement de style toscan et intérieurement de style dorique, elle est dédiée à l'Annonciation de la Vierge Marie.
L'église recèle des œuvres des peintres Giuseppe Calleja (1828-1915), Emvin Crémone (1919-1986) et Paul Camilleri Cauchi (1940-).

## Histoire
Les premières citations de Ħal-Balzan remontent à 1419-1420 qui comporterait alors une vingtaine d'habitants. Le premier recensement connu, celui de 1575, fait état d'environ 500 personnes. En 1646, le village comporte 140 foyers pour 584 habitants. Depuis la population ne fait que fluctuer avec des augmentations de population suivies de diminutions. La Seconde Guerre mondiale a vu un doublement de la population avec un afflux de Maltais fuyant les villes bombardées de La Valette ou des Cottonera.
En 1890, le village se dote d'un orchestre Is-Soċjetà Filarmonika Marija Annunzjata (Mary the Annunciation Philharmonic Society - Société philharmonique Annonciation à Marie) et en 1920 du Każin Tal-Banda San Gabriel (St Gabriel Band Club - Fanfare Saint-Gabriel).
C'est en 1940 que les tribunaux sont temporairement transférés de la capitale à Ħal Balzan. Ils étaient installés dans les actuels locaux du Kunsill Lokali.
Lors de sa venue à Malte, en mai 1954, la reine Élisabeth II visite Balzan le 3 mai.
En 1965, la festa de Balzan a lieu pour la première fois en été au lieu du mois de mars pour avoir de meilleures conditions météorologiques. Le premier ministre Giorgio Borg Olivier visite alors la localité pour célébrer le 75e anniversaire de l'Annunciation Philharmonic Society.
Le 16 octobre 1994 le Balzan Youth centre est créé.

## Géographie
|          | Iklin    |            |
| Ħ'Attard | Balzan   | Birkirkara |
|          | Ħ'Attard |            |

## Sport
La ville de Balzan possède son club de foot (Balzan Football Club).

## Patrimoine et culture
Parmi les lieux présentant un intérêt particulier, on compte notamment :
- L'ancienne église de l'Annonciation de Balzan
- La chapelle des Sœurs du Bon Pasteur de Balzan
- L'aqueduc Wignacourt et la croix de Wignacourt
- L'église Sainte-Marie de Balzan
- L'église Saint-Roch de Balzan
- Le palazzo Antonio
- Le palazzo Olivier
- La casa Borg
- La villa Macédoine

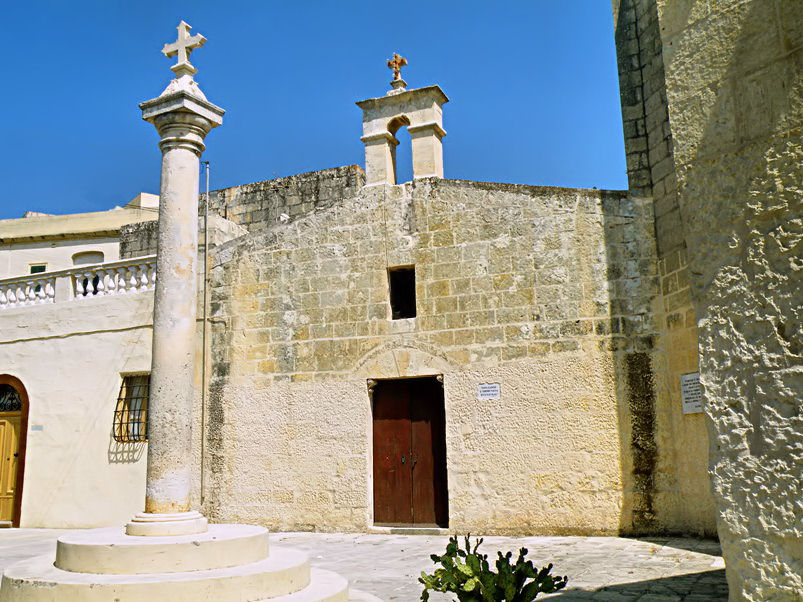
Ancienne église de l'Annonciation de Balzan
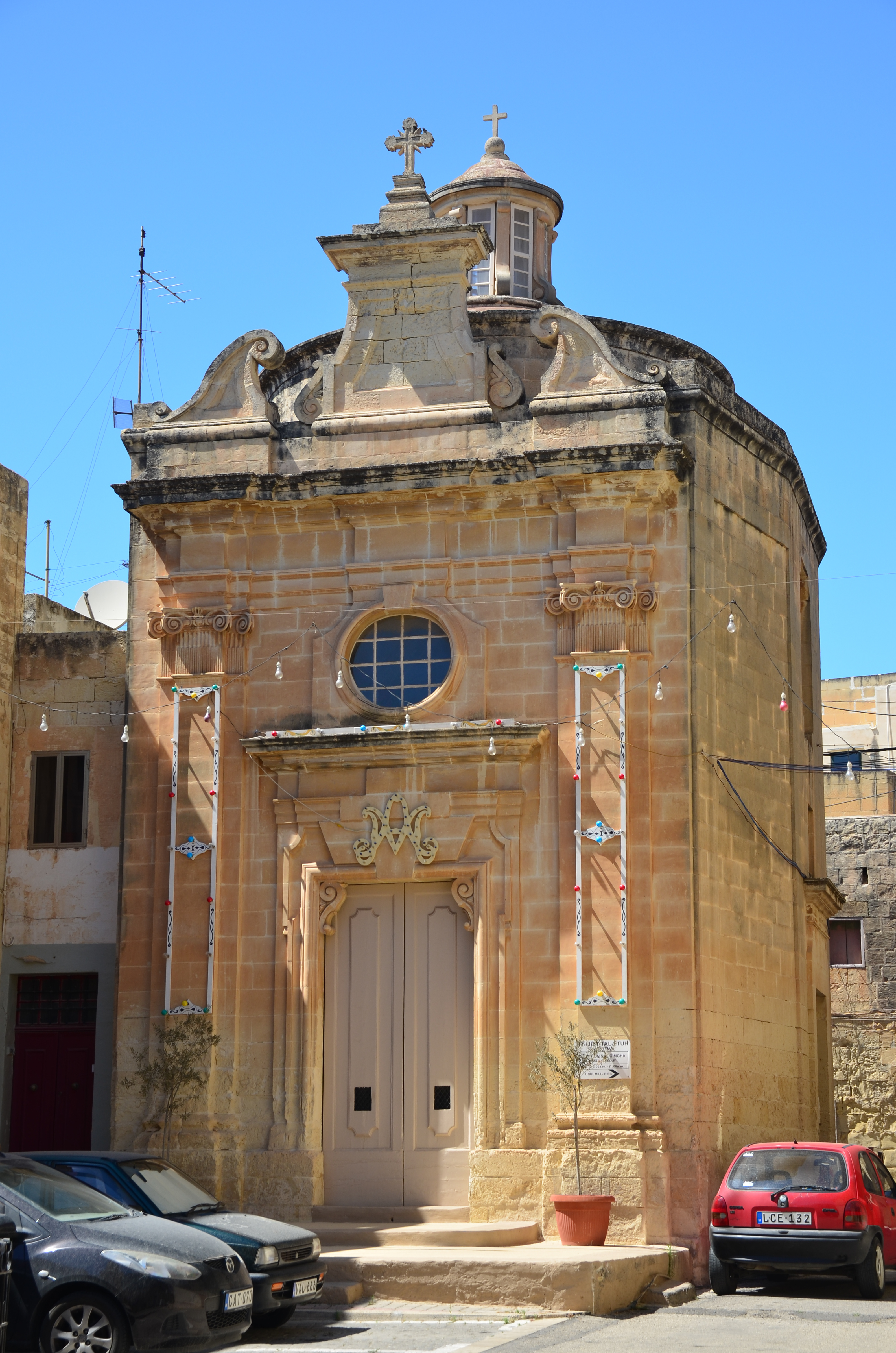
Eglise Sainte-Marie
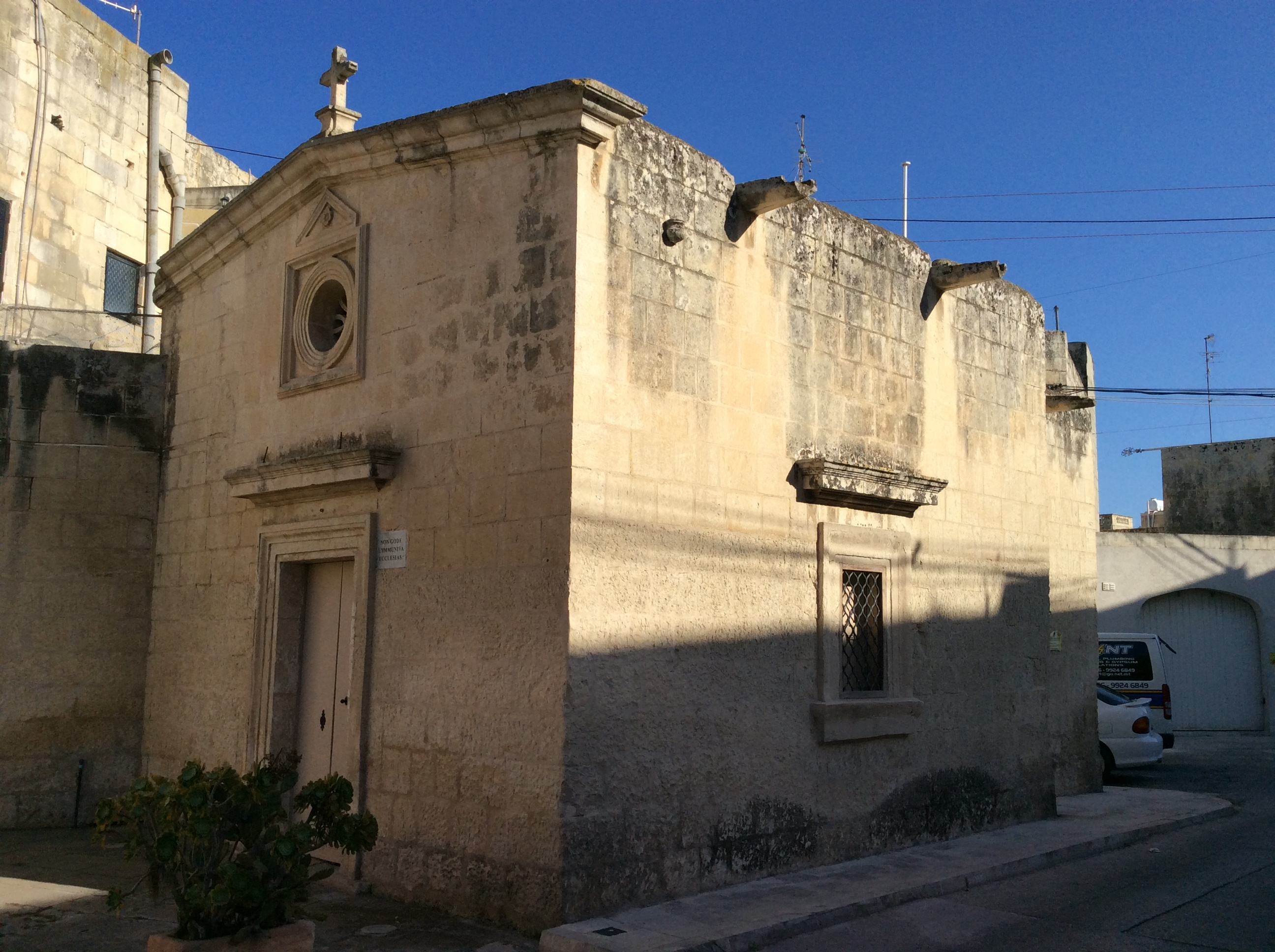
Eglise Saint-Roch
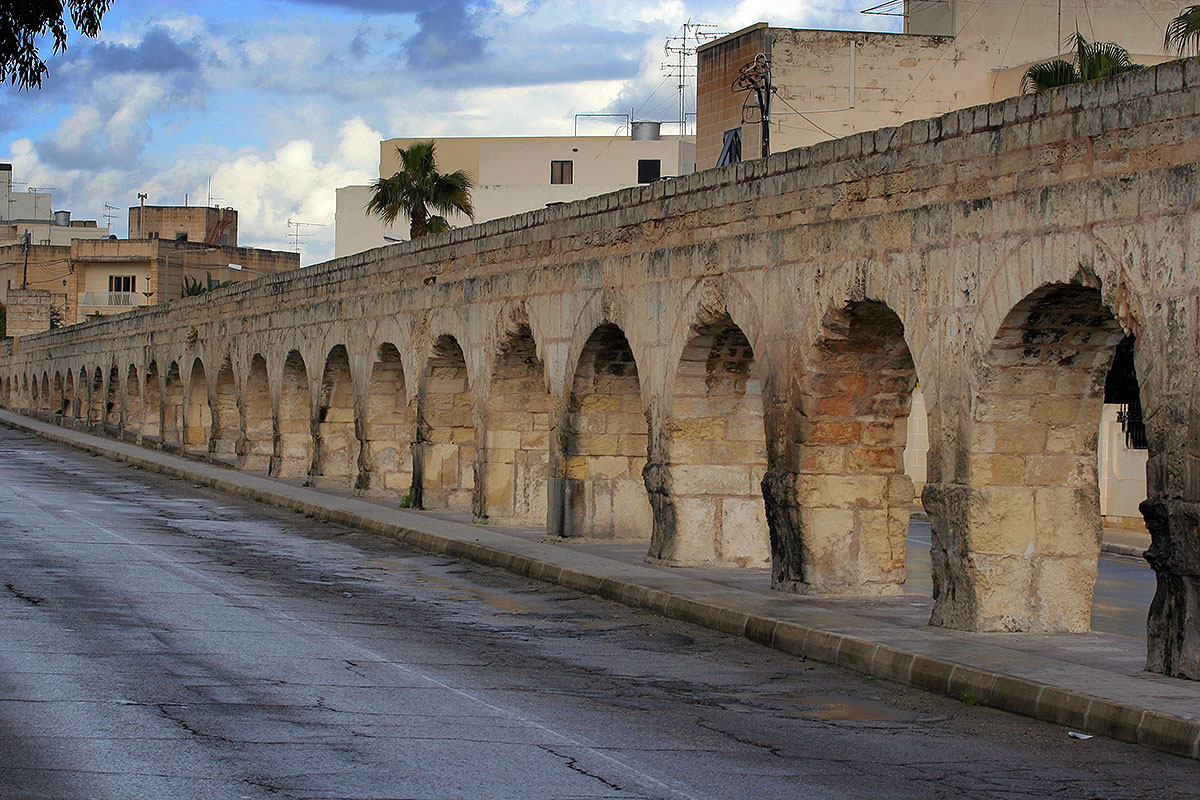
Aqueduc Wignacourt

### Personnes notables
- Gabriel Caruana (1929 - 2018), artiste né à Balzan

### Sport
La ville de Balzan possède une équipe de foot (Balzan Football Club)

## Sources
- (mt) Alfie Guillaumier, Bliet u Rħula Maltin (Villes et villages maltais), Klabb Kotba Maltin, Malte, 2005.
- (en) Juliet Rix, Malta and Gozo, Brad Travel Guide, Angleterre, 2013.
- Alain Blondy, Malte, Guides Arthaud, coll. Grands voyages, Paris, 1997.